# Sajajubio
Sajajubio (en georgiano: სახახუბიო) o Jajubia (en abjasio: Хаҳәбиа) es una aldea que pertenece a la parcialmente reconocida República de Abjasia, dentro del distrito de Tkvarcheli, aunque de iure es parte del municipio de Gali de la República Autónoma de Abjasia de Georgia.

## Geografía
Sajajubio está en el valle del río Ojoyi, a 25 km de Gali. La aldea se administra desde el pueblo de Bedia. 